# كيتونات خارجية
الكيتونات الخارجية هي فئة من أجسام الكيتون التي يتم تناولها باستخدام المكملات الغذائية. 
تشير هذه الفئة من أجسام الكيتون إلى الكيتونات الثلاثة القابلة للذوبان في الماء (أسيتات أسيتات، β-هيدروكسي بوتيرات [β-HB] ، وأسيتون). يتم إنتاج أجسام الكيتون هذه من خلال التفاعلات بين توافر المغذيات الكبيرة مثل انخفاض الجلوكوز والأحماض الدهنية العالية أو إشارات الهرمونات مثل انخفاض الإنسولين وارتفاع الغلوكاغون / الكورتيزول. في ظل الظروف الفسيولوجية، يمكن أن تزداد تركيزات الكيتون بسبب الجوع أو النظام الغذائي الكيتوني أو التمارين الرياضية الطويلة، مما يؤدي إلى الكيتوز، ومع ذلك، مع إدخال مكملات الكيتون الخارجية، من الممكن تزويد المستخدم بإمدادات فورية من الكيتونات حتى لو لم يكن الجسم في حالة الكيتوز قبل الابتلاع.
تعتمد معظم المكملات الغذائية على β-هيدروكسي بوتيرات كمصدر لأجسام الكيتون الخارجية. وهو الجسم الكيتوني الخارجي الأكثر شيوعًا؛ بسبب تحويل الطاقة الفعَّالة وسهولة التوليف. في الجسم، يمكن تحويل β-HB إلى حمض أسيتو الأسيتيك. هذا هو حمض أسيتو الأسيتيك الذي سيدخل مسار الطاقة باستخدام بيتا كيتوثيالاز، ليصبح جزيئين أسيتيل- CoA،  عندئذٍ يكون أسيتيل CoA قادرًا على دخول حلقة كربس من أجل توليد أدينوسين ثلاثي الفوسفات ATP، ثم يتم تحويل جزيئات β-HB المتبقية التي لا يتم تصنيعها إلى حمض أسيتو الأسيتيك إلى أسيتون من خلال آلية نفايات أسيتات أسيتات ديكاربوكسيلاز.

## التركيب

### أسيتات أسيتات

Acetoacetic acid

يتم إنتاج أسيتو أسيتات في الميتوكوندريا لخلايا الكبد عن طريق إضافة مجموعة أسيتيل من أسيتيل CoA. وهذا يخلق 3-هيدروكسي 3-ميثيل جلوتريل CoA الذي يفقد مجموعة أسيتيل، ليصبح أسيتات أسيتات.

### B-هيدروكسي بوتيرات

Beta-Hydroxybutyrate

يتم تصنيع β-هيدروكسي بوتيرات أيضًا داخل خلايا الكبد ؛ يتم تحقيق ذلك من خلال عملية التمثيل الغذائي للأحماض الدهنية. من خلال سلسلة من التفاعلات، يتم إنتاج أسيتات الأسيتات لأول مرة ؛ وهذا هو أسيتو أسيتات الذي يتم اختزاله إلى β-هيدروكسي بوتيرات، محفز بواسطة إنزيم هيدروكسي بوتيرات ديهيدروجيناز. على الرغم من أنَّ β-هيدروكسي بوتيرات ليس من الناحية الفنية كيتون؛ بسبب بناء الجزيء(OH- المرتبط بمجموعة الكربونيل يجعله حمضًا) ، يعمل β-هيدروكسي بوتيرات مثل الكيتون، مما يمد الجسم بالطاقة في حالة عدم وجود الجلوكوز، في الواقع، β-هيدروكسي بوتيرات هو الكيتون الأكثر وفرة في الدم أثناء الكيتوز.

### أسيتون

_{Acetone}

الأسيتون مركب عضوي له الصيغة CH3COCH3 وهو واحد من أبسط وأصغر الكيتونات. يتم تصنيعه من تكسير أسيتات أسيتات في الأفراد الكيتونيين داخل الكبد.

## الأنواع

### أملاح الكيتون

Beta-Hydroxybutyrate salt

عادةً ما تكون أملاح الكيتون عبارة عن مركب اصطناعي من حمض بيتا هيدروكسي بوتريك، المعروف أيضًا باسم β-هيدروكسي بوتيرات. ثمَّ يتم ربطه بالصوديوم والبوتاسيوم والمغنيسيوم و / أو الكالسيوم لتعويض الطبيعة الحمضية لـ  β-هيدروكسي بوتيرات وحده. لكن الملح يمنع بعض امتصاص β-هيدروكسي بوتيرات. معظم أملاح الكيتون هي راسيمية؛ مما يعني أن نصفها فقط متاح حيويًا، مما يؤدي إلى مضاعفة حمل الملح لكل D-bhb ، بل وتوافر حيوي أقل.

### أسترات الكيتون
إستر كيتون، نوع واحد فقط متاح تجاريًا، ويسمى د-بيتا هيدروكسي بوتيرات / د 3، 1-بيوتانديول، وهو مركب مشتق بشكل طبيعي من خلال عملية التخمير. تم إنشاؤه من قبل الدكتور ريتشارد ڤيتش من NIH، ثم تم تسويقه لأول مرة بواسطة HVMN ، وهي شركة تقنية مقرها وادي السيليكون.
هذا وحيد الإستر يربط نفس حمض بيتا هيدروكسي بوتريك الموجود في أملاح الكيتون، ولكنه مرتبط بـ د 3, 1-بيوتانيديول بدلاً من الأملاح. يتم استقلاب نصف هذا الجسم من الكيتون مباشرة (النفاذ السريع) والنصف الآخر عن طريق الكبد (النفاذ البطيء)، على غرار زيتMCT C8 ، ولكن أقوى عدة مرات وبدون مشكلة في الجهاز الهضمي.

### أسترات الكيتون الأخر
من الناحية الفنِّيَّة، هناك أسترات كيتون أخرى مثل أسيتات أسيتات / د / لتر 1,3-بيوتانيديول (راسيمي). تم اختبار ثنائي الإستر أكثر مع الغواصين في أعماق البحار، ولا يتوفر تجارياً.

## التأثيرات
ينتج عن استهلاك أجسام الكيتون عدة تأثيرات، تتراوح من تقليل استخدام الجلوكوز في الأنسجة الطرفية، والآثار المضادة للدهون على الأنسجة الدهنية، وانخفاض تحلل البروتين في العضلات الهيكلية. بالإضافة إلى ذلك، تعمل أجسام الكيتون كجزيئات إشارة تنظم التعبير الجيني والاستجابات التكيفية. عندما يتم تناول أجسام الكيتون الخارجية، يتم إنتاج كيتوز حاد وتغذوي.

## الدم
في الدم البشري، يؤدي استهلاك إستر الكيتون وأملاح الكيتون إلى زيادة تركيز البلازما أعلى من 50٪ من د-بيتا-هيدروكسي بوتيرات، وهو شكل ثابت من بيتا-هيدروكسي بوتيرات المنتظم. من حيث الفاعلية، تكون تركيزات د-بيتا هيدروكسي بوتيرات في الدم أعلى عند استخدام أسترات الكيتون بدلاً من أملاح الكيتون (KE = 2.8 ± 0.2 ملم ؛ KS = 1.0 ± ملم). ويرجع ذلك إلى حقيقة أنًَ مكمل KE يحتوي على> 99٪ من D-βHB-isoform بينما يحتوي ملحق KS على ~ 50٪ من L-βHB-isoform، والذي يتم استقلابه بشكل أبطأ بكثير منD-βHB-isoform. كما أن مكملات ملح الكيتون ترفع مستوى الحموضة في الدم قليلاً؛ هذا يرجع بشكل رئيسي إلى عمل القاعدة المترافقة ل βHB (βHB-) التي تنفصل تمامًا داخل الدم؛ يؤدي هذا إلى رفع درجة حموضة الدم والبول بشكل معتدل والذي يزداد مع قيام الكلى بإخراج الكاتيونات الزائدة (Na + ، Ca + ، K +). تعمل أسترات الكيتون على تقليل درجة حموضة الدم لأن التحلل المائي KE يثبت β-HB مع بيوتانيديول. هذان يخضعان لعملية التمثيل الغذائي الكبدي، وتشكيل حمض الكيتو.

## الهرمونات
تعمل الكيتونات الخارجية على خفض تركيزات الجلوكوز في الدم، على الرغم من وفرة مخازن الكربوهيدرات، إلا أنَّ الكيتونات تخفض مستوى الجلوكوز في الدم؛ لأنها تحد من تكون السكر في الكبد وتزيد من تناول الجلوكوز المحيطي، كما أنَّها معروفة للحد من الجوع والرغبة في تناول الطعام. ويتجلى ذلك في انخفاض مستويات هرمون الجوع "جريلين"، بالإضافة إلى ذلك، تم افتراض أن الكيتونات الخارجية قد تحفز إفراز الإنسولين. بعد التعرض للكيتونات الخارجية، تم الإبلاغ عن كميات صغيرة من الإنسولين المفرز في الحيوانات. ومع ذلك؛ نظرًا لأن الإنسولين قد أظهر أيضًا زيادة في الأشخاص الذين تناولوا مكملات كيتون خارجية وشراب دكستروز، بالإضافة إلى أولئك الذين تناولوا المكملات الخارجية فقط، لا يزال هناك المزيد من الأبحاث التي يمكن رؤيتها حول آثار مكملات الكيتون على الإنسولين.